# Thorvald Jørgensen (officer)
 Der er flere personer med dette navn, se Thorvald Jørgensen.
Carl Thorvald Jørgensen (21. januar 1819 i Frederikshavn – 28. august 1902 på Frederiksberg) var en dansk officer.

## Uddannelse og krigsdeltagelse
Jørgensen var født i Frederikshavn, hvor hans fader, kancellisekretær Hans Jacob Jørgensen (1784-1819), var by- og herredsfoged; hans moder var Grethe Marie f. Landt (1794-1846). Han indtrådte i Landkadetkorpset i 1832 og blev i 1837 sekondløjtnant à la suite ved Kronens Regiment. I 1838 afgik han fra Landkadetkorpset og trådte i nummer ved regimentet, men blev straks efter elev på Den kongelige militære Højskole. Ved afgangen fra denne i 1842 udnævntes han til premierløjtnant i Ingeniørkorpset og ansattes ved ingeniørtropperne i København, hvor han forblev til 1847, idet han dog samtidig, fra 1844-47, forrettede adjudanttjeneste ved Ingeniørkorpset. Fra 1847-53 var han beskæftiget ved den korpset underlagte Vejtjeneste i kongeriget med de afbrydelser, som krigsårene foranledigede. Han var i disse ansat ved feltingeniørdetachementet og deltog i slaget ved Slesvig 23. april og fægtningen i Sundeved 28. maj 1848, i udfaldet fra Fredericia 6. juli 1849 samt i fægtningen ved Helligbæk 24. juli og slaget ved Isted 25. juli 1850. Under krigen avancerede han i 1848 til kaptajn af 2. og i 1850 til kaptajn af 1. klasse. 1848 blev han Ridder af Dannebrog. Fra 1853-56 stod han atter ved ingeniørtropperne og fungerede samtidig som lærer i vejbygning ved Den kongelige militære Højskole samt var medlem af Københavns Vej- og Brolægningskommission. 1856-63 virkede han på ny ved Vejtjenesten og var i nogle år amtsvejinspektør i Svendborg Amt samt i 1861 borgerrepræsentant i Odense; 1860 tillagdes der ham majors krakter. I krigen 1864 var han ansat ved ingeniørkommandoen ved den aktive armé og deltog i fægtningerne ved Mysunde 2. februar og ved Vejle 8. marts. 1864 blev han Dannebrogsmand.

## Reorganisering af ingeniørtropperne
Efter krigen overgik han på ny til Vejtjenesten, men i 1865 ansattes han som kommandør for ingeniørtropperne og ved den nye Hærlovs ikrafttræden i 1867 forfremmedes han til oberst og blev chef for den nyoprettede 1.  ingeniørbataljon. I denne stilling forestod han det kommando af ingeniørtropper, som efter stormfloden i 1872 sendtes til Lolland og Falster for foreløbig at udbedre den skete skade. Han blev chef for Ingeniørregimentet ved dettes oprettelse efter Hærlovsændringen af 1880 og erholdt 23. januar 1884 på grund af alder afsked af krigstjenesten med generalmajors karakter.
Jørgensen har store fortjenester af ingeniørtroppevæsenets udvikling, såvel hvad personellet som materiellet angår. Det var således efter hans initiativ, at der efterhånden tilvejebragtes reglementer for de forskellige tjenestegrene, hvorved uddannelsen trådte ind i et fast spor, ligesom det var under hans virksomhed som troppechef, at det betydelige materiel skabtes, som feltingeniørtjenesten kræver. Sine erfaringer på vejvæsenets område nedlagde han i 1865 i et værk, betitlet Praktisk Vejledning i Vejes Bygning og Vedligeholdelse. Han udarbejdede også flere skrifter af ingeniørteknisk art, og i pjecen Otto Vaupell som Krigshistorieskriver (1890) polemiserede han mod dennes fremstilling af fæstningsvæsenet i værket Kampen om Sønderjylland. Jørgensen udnævntes 1873 til Kommandør af Danebrog af 2. grad og 1882 til Kommandør af 1. grad.
Jørgensen ægtede 1. januar 1847 Magdalene Barbara Bruun (1. marts 1827 på Bruunshåb – 17. februar 1914 på Frederiksberg), datter af fabrikejer Johannes Iver Bruun. Jørgensen døde 27.-28. august 1902.

## Numismatiker
Thorvald Jørgensen, der allerede, før han trådte ud af militæretaten, havde grundlagt en betydelig samling af danske mønter fra 1448 indtil sin samtid samt af danske jetons og tegn, stiftede 1885 Møntsamlerforeningen i Kjøbenhavn og har herved bidraget meget til det numismatiske studiums fremme. I 1888 udgav han en beskrivelse af danske mønter fra 1448 indtil nutiden, Beskrivelse over danske Mønter 1448–1888, i hvilken han supplerer og fortsætter det ældre møntværk, og den nævnte af ham stiftede forening, der 1889 forandrede sit navn til Den numismatiske Forening, påkønnede Jørgensens virksomhed ved i 1889 at lade præge en medalje til hans ære.
Han er begravet på Solbjerg Parkkirkegård.
Der findes en tegning af Niels Simonsen fra 1850 (Frederiksborgmuseet). Portrætmaleri af Constantin Hansen fra 1855, benyttet som forlæg for Frejr på Ægirs gæstebud (1857, Statens Museum for Kunst). Afbildet på sammes maleri 1860–64 af Den grundlovgivende Rigsforsamling 1848 (Frederiksborgmuseet). Medalje af Sophus Lindahl 1889. Fotografier af bl.a. Hansen, Schou & Weller og Ludvig Grundtvig.